# Torneos WTA 125s en 2025
La WTA 125K series fue la categoría secundaria del circuito de tenis profesional organizado por la Asociación de Tenis de Mujeres. El WTA 125K series 2025 consistió en un calendario de treinta y seis torneos, donde cada uno paga una bolsa de premios de 115 000 dólares.

## Torneos
| Semana          | Torneo | Campeonas                                            | Subcampeonas                           | Semifinalistas                            | Cuartos de final                                                           |
| --------------- | --- | ---------------------------------------------------- | -------------------------------------- | ----------------------------------------- | -------------------------------------------------------------------------- |
| 30 de diciembre | Workday Canberra International Canberra, Australia Dura – $164,000 – 32S/16Q/16D Cuadro Individual – Cuadro Dobles           | Aoi Ito 6–4, 6–3                                     | Wei Sijia                              | Nuria Párrizas Alexandra Eala             | Oksana Selekhmeteva Nina Stojanović Simona Waltert Taylah Preston          |
| 30 de diciembre | Workday Canberra International Canberra, Australia Dura – $164,000 – 32S/16Q/16D Cuadro Individual – Cuadro Dobles           | Jaimee Fourlis Petra Hule 7–5, 4–6, [10–6]           | Darja Semeņistaja Nina Stojanović      | Nuria Párrizas Alexandra Eala             | Oksana Selekhmeteva Nina Stojanović Simona Waltert Taylah Preston          |
| 3 de febrero    | L&T Mumbai Open Mumbai, Australia Dura – $115,000 – 32S/24Q/16D Cuadro Individual – Cuadro Dobles                            | Jil Teichmann 6–3, 6–4                               | Mananchaya Sawangkaew                  | Maaya Rajeshwaran Revathi Rebecca Marino  | Shrivalli Bhamidipaty Mei Yamaguchi Lanlana Tararudee Mai Hontama          |
| 3 de febrero    | L&T Mumbai Open Mumbai, Australia Dura – $115,000 – 32S/24Q/16D Cuadro Individual – Cuadro Dobles                            | Amina Anshba Elena Pridankina 7–6(7–4), 2–6, [10–7]  | Arianne Hartono Prarthana Thombare     | Maaya Rajeshwaran Revathi Rebecca Marino  | Shrivalli Bhamidipaty Mei Yamaguchi Lanlana Tararudee Mai Hontama          |
| 10 de febrero   | Cancún Open Cancún, México Dura – $115,000 – 32S/24Q/16D Cuadro Individual – Cuadro Dobles                                   | Emiliana Arango 6–2, 6–1                             | Carson Branstine                       | Francesca Jones Maya Joint                | Iryna Shymanovich Séléna Janicijevic Solana Sierra Katarzyna Kawa          |
| 10 de febrero   | Cancún Open Cancún, México Dura – $115,000 – 32S/24Q/16D Cuadro Individual – Cuadro Dobles                                   | Maya Joint Taylah Preston 6–4, 6–3                   | Aliona Bolsova Yvonne Cavallé Reimers  | Francesca Jones Maya Joint                | Iryna Shymanovich Séléna Janicijevic Solana Sierra Katarzyna Kawa          |
| 17 de marzo     | Megasaray Hotels Open Antalya, Turquía Tierra batida – $115,000 – 32S/24Q/16D Cuadro Individual – Cuadro Dobles              | Anca Todoni 6–3, 6–2                                 | Leyre Romero                           | Clara Burel Maja Chwalińska               | Chloé Paquet Arantxa Rus Victoria Jiménez Elsa Jacquemot                   |
| 17 de marzo     | Megasaray Hotels Open Antalya, Turquía Tierra batida – $115,000 – 32S/24Q/16D Cuadro Individual – Cuadro Dobles              | Maja Chwalińska Anastasia Dețiuc 4–6, 6–3, [10–2]    | Jesika Malečková Miriam Škoch          | Clara Burel Maja Chwalińska               | Chloé Paquet Arantxa Rus Victoria Jiménez Elsa Jacquemot                   |
| 24 de marzo     | Puerto Vallarta Open Puerto Vallarta, México Tierra batida – $115,000 – 32S/24Q/16D Cuadro Individual – Cuadro Dobles        | Jaqueline Cristian 7–5, 6–4                          | Linda Fruhvirtová                      | Rebeka Masarova Heather Watson            | Tatjana Maria Maddison Inglis Marina Stakusic Maya Joint                   |
| 24 de marzo     | Puerto Vallarta Open Puerto Vallarta, México Tierra batida – $115,000 – 32S/24Q/16D Cuadro Individual – Cuadro Dobles        | Hanna Chang Christina McHale 2–6, 6–2, [10–7]        | Maya Joint Ena Shibahara               | Rebeka Masarova Heather Watson            | Tatjana Maria Maddison Inglis Marina Stakusic Maya Joint                   |
| 24 de marzo     | Megasaray Hotels Open II Antalya, Turquía Tierra batida – $115,000 – 32S/24Q/16D Cuadro Individual – Cuadro Dobles           | Olga Danilović 6–2, 6–3                              | Victoria Jiménez Kasintseva            | Oksana Selekhmeteva Veronika Erjavec      | Simona Waltert Tamara Zidanšek María Lourdes Carlé Jessica Bouzas Maneiro  |
| 24 de marzo     | Megasaray Hotels Open II Antalya, Turquía Tierra batida – $115,000 – 32S/24Q/16D Cuadro Individual – Cuadro Dobles           | María Lourdes Carlé Simona Waltert 3–6, 7–5, [10–3]  | Maja Chwalińska Anastasia Dețiuc       | Oksana Selekhmeteva Veronika Erjavec      | Simona Waltert Tamara Zidanšek María Lourdes Carlé Jessica Bouzas Maneiro  |
| 31 de marzo     | Puerto Vallarta Open La Bisbal del Ampurdán, España Tierra batida – $115,000 – 32S/24Q/16D Cuadro Individual – Cuadro Dobles | Darja Semeņistaja 5–7, 6–0, 6–4                      | Dalma Gálfi                            | Panna Udvardy Aliona Bolsova              | Eva Lys Alizé Cornet Guiomar Maristany Caroline Werner                     |
| 31 de marzo     | Puerto Vallarta Open La Bisbal del Ampurdán, España Tierra batida – $115,000 – 32S/24Q/16D Cuadro Individual – Cuadro Dobles | Magali Kempen Anna Sisková 7–6(7–1), 6–1             | Darja Semeņistaja Nina Stojanović      | Panna Udvardy Aliona Bolsova              | Eva Lys Alizé Cornet Guiomar Maristany Caroline Werner                     |
| 31 de marzo     | Megasaray Hotels Open III Antalya, Turquía Tierra batida – $115,000 – 32S/24Q/16D Cuadro Individual – Cuadro Dobles          | Solana Sierra 6–3, 6–4                               | Leyre Romero Gormaz                    | Astra Sharma Tara Würth                   | Anna Bondár Lia Karatancheva Zheng Wushuang Simona Waltert                 |
| 31 de marzo     | Megasaray Hotels Open III Antalya, Turquía Tierra batida – $115,000 – 32S/24Q/16D Cuadro Individual – Cuadro Dobles          | Anna Bondár Simona Waltert 7–5, 2–6, [10–6]          | Alicia Barnett Elixane Lechemia        | Astra Sharma Tara Würth                   | Anna Bondár Lia Karatancheva Zheng Wushuang Simona Waltert                 |
| 14 de abril     | Oeiras Ladies Open Oeiras, Portugal Tierra batida – $115,000 – 32S/24Q/16D Cuadro Individual – Cuadro Dobles                 | Dalma Gálfi 4–6, 6–1, 6–2                            | Katie Volynets                         | Varvara Lepchenko Simona Waltert          | Panna Udvardy Elena Pridankina Nina Stojanović Victoria Jiménez            |
| 14 de abril     | Oeiras Ladies Open Oeiras, Portugal Tierra batida – $115,000 – 32S/24Q/16D Cuadro Individual – Cuadro Dobles                 | Francisca Jorge Matilde Jorge 6–1, 6–2               | Anastasia Dețiuc Patricia Maria Țig    | Varvara Lepchenko Simona Waltert          | Panna Udvardy Elena Pridankina Nina Stojanović Victoria Jiménez            |
| 28 de abril     | L'Open 35 de Saint-Malo Saint-Malo, Francia Tierra batida – $115,000 – 32S/24Q/16D Cuadro Individual – Cuadro Dobles         | Naomi Osaka 6–1, 7–5                                 | Kaja Juvan                             | Viktorija Golubic Léolia Jeanjean         | McCartney Kessler Katie Volynets Fiona Ferro Elsa Jacquemot                |
| 28 de abril     | L'Open 35 de Saint-Malo Saint-Malo, Francia Tierra batida – $115,000 – 32S/24Q/16D Cuadro Individual – Cuadro Dobles         | Maia Lumsden Makoto Ninomiya 7–5, 6–2                | Oksana Kalashnikova Angelica Moratelli | Viktorija Golubic Léolia Jeanjean         | McCartney Kessler Katie Volynets Fiona Ferro Elsa Jacquemot                |
| 28 de abril     | Catalonia Open WTA 125 Vic, España Tierra batida – $115,000 – 32S/24Q/16D Cuadro Individual – Cuadro Dobles                  | Dalma Gálfi 6–3, 6–0                                 | Rebeka Masarova                        | Aliaksandra Sasnovich Oksana Selekhmeteva | Carlota Martínez Círez Kateřina Siniaková Guiomar Maristany Aliona Bolsova |
| 28 de abril     | Catalonia Open WTA 125 Vic, España Tierra batida – $115,000 – 32S/24Q/16D Cuadro Individual – Cuadro Dobles                  | Bianca Andreescu Aldila Sutjiadi 6–2, 6–4            | Leylah Fernandez Lulu Sun              | Aliaksandra Sasnovich Oksana Selekhmeteva | Carlota Martínez Círez Kateřina Siniaková Guiomar Maristany Aliona Bolsova |
| 12 de mayo      | Trophée Clarins París, Francia Tierra batida – $115,000 – 32S/24Q/16D Cuadro Individual – Cuadro Dobles                      | Katie Boulter 3–6, 6–2, 6–3                          | Chloé Paquet                           | Aliaksandra Sasnovich Varvara Gracheva    | Amanda Anisimova Julie Belgraver Kamila Rajímova Elsa Jacquemot            |
| 12 de mayo      | Trophée Clarins París, Francia Tierra batida – $115,000 – 32S/24Q/16D Cuadro Individual – Cuadro Dobles                      | Irina Jromachova Fanny Stollár 4–6, 7–6(7–5), [10–5] | Tereza Mihalíková Olivia Nicholls      | Aliaksandra Sasnovich Varvara Gracheva    | Amanda Anisimova Julie Belgraver Kamila Rajímova Elsa Jacquemot            |
| 12 de mayo      | Parma Ladies Open Parma, Italia Tierra batida – $115,000 – 32S/24Q/16D Cuadro Individual – Cuadro Dobles                     | Mayar Sherif 6–4, 6–4                                | Victoria Mboko                         | Simona Waltert Irina-Camelia Begu         | Yúliya Putíntseva Marina Stakusic Anna Bondár Wang Xinyu                   |
| 12 de mayo      | Parma Ladies Open Parma, Italia Tierra batida – $115,000 – 32S/24Q/16D Cuadro Individual – Cuadro Dobles                     | Jesika Malečková Miriam Škoch 6–2, 6–0               | Sabrina Santamaria Tang Qianhui        | Simona Waltert Irina-Camelia Begu         | Yúliya Putíntseva Marina Stakusic Anna Bondár Wang Xinyu                   |

## Estadística
En los cuadros figuran el número de títulos indivisuales (S) y dobles (D) ganados por cada jugadora y cada país durante la temporada, dentro de todas las categorías del torneo de la WTA 125s de 2024. Las jugadoras / países sean ordenados por:
1) el número total de títulos (un título de dobles ganado por dos jugadoras que representan a la misma nación solo es tomado por uno).
2) primero individuales > luego los dobles.
3) por orden alfabético (por los apellidos de las jugadoras).
Para evitar la confusión y la doble contabilización, estas tablas deben actualizarse solo después de que un evento se haya completado.

### Títulos por tenistas
| Total | Jugadoras        | S | D | S | D |
| ----- | ---------------- | - | - | - | - |
| 1     | Emiliana Arango  | ● |   | 1 | 0 |
| 1     | Aoi Ito          | ● |   | 1 | 0 |
| 1     | Jil Teichmann    | ● |   | 1 | 0 |
| 1     | Anca Todoni      | ● |   | 1 | 0 |
| 1     | Amina Anshba     |   | ● | 0 | 1 |
| 1     | Maja Chwalińska  |   | ● | 0 | 1 |
| 1     | Anastasia Dețiuc |   | ● | 0 | 1 |
| 1     | Jaimee Fourlis   |   | ● | 0 | 1 |
| 1     | Maya Joint       |   | ● | 0 | 1 |
| 1     | Petra Hule       |   | ● | 0 | 1 |
| 1     | Taylah Preston   |   | ● | 0 | 1 |
| 1     | Elena Pridankina |   | ● | 0 | 1 |

### Títulos por país
| Total | Países          | S | D |
| ----- | --------------- | - | - |
| 4     | Australia       | 0 | 4 |
| 2     | Rusia           | 0 | 2 |
| 1     | Colombia        | 1 | 0 |
| 1     | Japón           | 1 | 0 |
| 1     | Suiza           | 1 | 0 |
| 1     | Turquía         | 1 | 0 |
| 1     | Polonia         | 0 | 1 |
| 1     | República Checa | 0 | 1 |